# Zakład Karny w Raciborzu

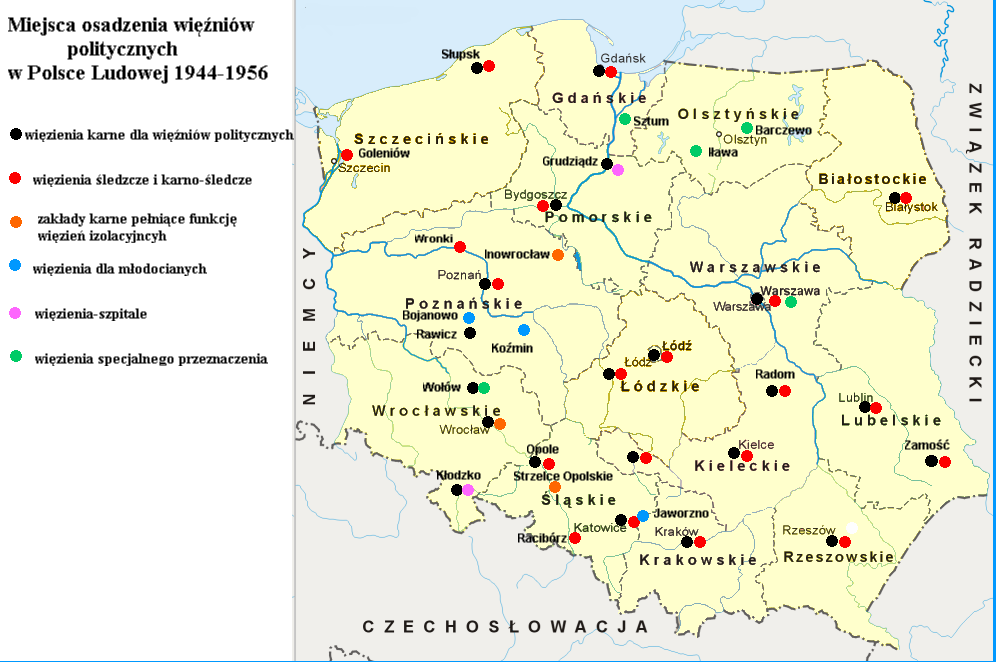
Miejsca osadzenia więźniów politycznych w Polsce Ludowej 1944-1956

Zakład Karny w Raciborzu – zakład karny typu zamkniętego dla recydywistów penitencjarnych, z oddziałem terapeutycznym dla skazanych z niepsychotycznymi zaburzeniami psychicznymi bądź upośledzonych umysłowo. Posiada również oddziały dla tymczasowo aresztowanych oraz oddział dla osób pierwszy raz odbywających karę pozbawienia wolności zatrudnionych na zewnątrz.
Raciborskie więzienie zaliczane jest do kategorii pierwszej, co oznacza że znajdują się w nim skazani zarówno na krótkotrwałe, jak i na najsurowsze kary pozbawienia wolności (włącznie z karą dożywotniego pozbawienia wolności).
Jako areszt śledczy obejmuje teren działania Prokuratur i Sądów w Raciborzu, Wodzisławiu Śląskim, Żorach, Rybniku z ośrodkiem zamiejscowym w Żorach, oraz zamiejscowy ośrodek Sądu Okręgowego w Gliwicach z siedzibą w Wodzisławiu Śląskim. Liczba osób zatrudnionych w zakładzie w 2008 r. wynosiła ponad 253 funkcjonariuszy oraz pracowników cywilnych. Na początku 2009 r. zmniejszyła się ona do ok. 230 osób.
Średnia powierzchnia cel zakładu wynosi 7–8 m². Powierzchnia, jaką obejmuje to ponad 94 tys. m². Łączna powierzchnia cel mieszkalnych wynosi ponad 2600 m². W zakładzie zachował się m.in. ceglany detal architektoniczny.

## Historia
Zakład powstał w pierwszej połowie XIX wieku. Kamień węgielny wmurowano w 1843 r. Prace budowlane trwały od 1843 do 1851 r. Został on wybudowany w stylu neogotyckim. Zaczął funkcjonować od 25 sierpnia 1851 r. Projekt więzienia (autorstwa architekta Busse, ucznia K. F. Schinkla) wzorowano na tego typu obiektach w Berlinie i we Wrocławiu. Zakład ma kształt równoramiennego krzyża z podstawą. Na środku znajduje się 35–metrowa wieża, która pełniła niegdyś funkcję wieży ciśnień, z której czerpano wodę przeznaczoną na potrzeby własne obiektu. Na początku więzienie mogło pomieścić 520 skazanych, dla których przeznaczone były pojedyncze cele. Ze względu na zmianę koncepcji wychowawczych 8 lutego 1853 r. znajdowało się w nim już 700 skazanych.
W 1919 dokonano jego pierwszej przebudowy. Generalny remont przeszedł w latach 1974–1980 (wymieniono podłogi z desek na parkiet, do cel została doprowadzona instalacja sanitarna i grzewcza). W kolejnych latach XX wieku przeprowadzano jeszcze kilkakrotnie prace modernizacyjne. W trakcie jednej z takich prac uciekł pierwszy więzień, ukraiński emigrant Bohdan Krawciw.
Od 2002 roku posiada najlepiej strzeżony na Śląsku oddział więzienny dla najbardziej niebezpiecznych przestępców. 21 grudnia 1992 r. obiekt został wpisany do rejestru zabytków województwa katowickiego (zespół budynków składający się z ok. 20 obiektów, nr rej.: A/1509/92 z 21.12.1992). Od 2005 w areszcie śledczym przetrzymywany jest m.in. polski gangster, Ryszard Niemczyk. Ulokowany on został na oddziale dla niebezpiecznych przestępców w jednoosobowej, monitorowanej celi z oknem zabezpieczonym kratami ze specjalnego, bardzo wytrzymałego stopu. 31 stycznia 2008 r. otwarto XII oddział mieszkalny przeznaczony dla osób pierwszy raz skazanych pracujących na zewnątrz zakładu na rzecz prywatnych przedsiębiorców i społeczności lokalnej z miejscami dla 64 więźniów.

### Przedsiębiorstwo Przemysłu Odzieżowego Rakon
W 1946 r. w zakładzie zorganizowano dział pracy. Powstał on decyzją Departamentu Więziennictwa, który wydał instrukcję zakładającą, że praca jest ważnym elementem resocjalizacji. W zakładzie produkcyjnym prowadzono działalność z zakresu prac szewskich i krawieckich.
12 marca 1953 r. utworzono Przedsiębiorstwo Konfekcji Odzieżowej nr 3., które zajmowało się głównie konfekcjonowaniem mundurów służbowych i ubrań roboczych. W latach 60. XX wieku Komitet Ekonomiczny Rady Ministrów przyjął uchwałę w sprawie zatrudniania skazanych, a sejmowa komisja wymiaru sprawiedliwości dyskutowała nad problemem pracy w zakładach karnych. Prace obu jednostek przyczyniły się do rozwoju przedsiębiorstw przywięziennych.
W 1972 r. wybudowano nowy budynek. Znalazła się w nim krojownia oraz magazyn. W 1990 r. zmniejszono produkcję i zatrudnienie w przedsiębiorstwie, a powodem był spadek sprzedaży ubrań roboczych. W 1995 r. połączono działy przedsiębiorstwa oraz utworzono wielofunkcyjne stanowiska pracy.
W 1997 r. powódź przyczyniła się do strat materialnych przedsiębiorstwa. Zły wpływ na funkcjonowanie przedsiębiorstwa miały także reformy ubezpieczeń społecznych przeprowadzone po 1999 r.
Na początku 2009 r. zakład produkcyjny zatrudniał ok. 165 skazanych.

## Struktura organizacyjna
Zakład Karny w Raciborzu składa się z następujących jednostek organizacyjnych:
- dział ochrony
- dział penitencjarny
- dział ewidencji
- dział kwatermistrzowski
- dział finansowy
- dział kadr
- służba zdrowia
- dział terapeutyczny
- Przedsiębiorstwo Przemysłu Odzieżowego;
- stanowiska samodzielne

Na terenie jednostki znajdują się m.in.:
- hale produkcyjne i magazyny Przedsiębiorstwa Przemysłu Odzieżowego;
- budynek administracji;
- magazyny żywnościowe;
- hydrofornia;
- pola spacerowe;
- kuchnia, pralnia;
- budynek kwatermistrzowski;
- pawilony mieszkalne;
- ambulatorium z izbą chorych działające w ramach podstawowej opieki zdrowotnej (poradnia lekarza POZ, apteka zakładowa, poradnia radiologiczna, pracownia diagnostyki obrazowej, poradnia stomatologiczna)[12];
- garaże;
- kotłownia.

Na terenie zakładu działa od 2003 r. koło zainteresowań o nazwie Kółko Zrównoważonego Rozwoju „Paragrafek”. Prowadzi ono działania z zakresu ochrony środowiska i promocji zdrowia. Zajmuje się ono organizacją akcji ekologicznych (m.in. sadzenie drzewek i krzewów oraz selektywna zbiórka baterii). Klub prowadzi też zajęcia warsztatowe takie jak warsztaty komputerowe, radiowe i plastyczne. W jego zakresie działań znajdują się też zajęcia kulturalno-oświatowe i profilaktyczne, które dotyczą uzależnień.